# Samuel Harrison
Samuel Bealey Harrison (ur. 4 marca 1802, zm. 23 lipca 1867 w Toronto) – angielski prawnik, następnie polityk i sędzia w Kanadzie. Premier tytularny rządu Prowincji Kanady.

## Życiorys
Harrison urodził się w Berkshire w Anglii Po ukończeniu szkoły średniej rozpoczął studia prawnicze. W 1832 stał się członkiem londyńskiej palestry. Oprócz regularnej praktyki sądowej Harrison zajął się pracą analityczną. Jej wynikiem był tzw. Harisson’s Digests, czterotomowy zbiór analiz spraw sądowych z zakresu prawa cywilnego i gospodarczego rozstrzyganych przez Izbę Lordów w latach 1758–1834. Dzieło to stało się podstawą kodyfikacji prawodawstwa w tym zakresie. Harrison pracował także nad uaktualnieniem zbioru praw o najmie nieruchomości (The Law of Lanordand Tenant). Tę, tak znakomicie rozpoczętą karierę prawniczą, zakończyła ciężka choroba. Harrison, aby zmienić klimat i środowisko życia, zdecydował się na emigrację do Kanady. Osiadł w Górnej Kanadzie, zakupując posiadłość ziemską w Bronte (współcześnie dzielnica miasta Oakville), kilkadziesiąt kilometrów na zachód od Toronto. Harrison zbudował tam młyn i rozpoczął życie wiejskiego dżentelmena – młynarza i obywatela ziemskiego. Jednak jego wcześniejsza sława i reputacja dotarły za ocean. Nieoczekiwanie dla niego samego został poproszony przez ówczesnego gubernatora porucznika Górnej Kanady sir George Arthura, by został kierownikiem jego sekretariatu. Wraz z tą funkcją przyjął także zadania sędziego pokoju prowincji oraz został powołany do palestry, powracając w ten sposób wbrew wcześniejszym intencjom, do czynnego życia zawodowego.
Czteroletni okres urzędowania Harrisona przypadł na burzliwy okres w historii Kanady i zbiegł się z rebelią. Do zakresu obowiązków Harrisona należało przeanalizowanie przyczyn wydarzeń. Stworzył on szereg raportów dających znakomitą analizę historyczną, społeczną, polityczną i gospodarczą sytuacji w Kanadzie lat trzydziestych XIX w. Raporty te, jak i wnioski z nich płynące posłużyły Lordowi Durham, specjalnemu wysłannikowi z Metropolii, w jego historycznym raporcie do władz brytyjskich, rekomendującym zmiany w konstytucji Kanady. Po przeprowadzaniu unii obu części Kanady i powołaniu rządu Prowincji Kanady, Harrison stał się „prawą ręką” jej gubernatora generalnego, Lorda Sydenhama. Stał się także naturalnym kandydatem na premiera świeżo powołanego rządu prowincji. W rządzie Harrison reprezentował umiarkowanych reformistów, podczas gdy wyznaczony mu do pomocy jako ko-premier William Draper reprezentował umiarkowanych konserwatystów. W ten oto sposób rząd, choć nie było to konstytucyjnie wymagane, uzyskał parlamentarne poparcie. Rozpoczęło to też zwyczaj podwójnego premierostwa w Prowincji Kanady, który się utrzymał aż do końca jej istnienia do roku 1867.
Mimo że kadencja rządu Harissona-Drapera trwała zaledwie 13 miesięcy, wprowadzono w tym czasie wiele istotnych ustaw, z których najważniejszymi były The Common School Bill – ustawa o powszechnym nauczaniu i The District Councils Bill – prawo o samorządzie terytorialnym. Obie ustawy były autorstwa Harrisona. Brał on także czynny udział w planowaniu ulepszeń, ze szczególnym zwróceniem uwagi na żeglowne kanały i trakty komunikacyjne.
Koniec kariery Harrisona związany był ze wzrostem tendencji reformatorskich wśród liberałów. Utracił on w ten sposób kontrolę nad reformistami na rzecz Roberta Baldwina. Nastąpiła także zmiana na stanowisku gubernatora. Po śmierci Lorda Sydenham, funkcję tę przejął Charles Bagot, który sam reprezentujący radykalnie reformistyczne tendencje, zezwolił na utworzenie reformistycznego rządu Baldwina-La Fontaine’a. Odwołanie Bagota w 1843 i zastąpienie go konserwatywnym gubernatorem Charlesem Metcalfe dało początek pięcioletnich rządów konserwatystów. Harrison w tym czasie zrezygnował z udziału w życiu politycznym i już nie powrócił do niego, gdy po roku 1848 nastąpiły bardziej sprzyjające czasy dla liberałów. Rezygnując z udziału w polityce pozostał aktywnym działaczem społecznym, między innymi sprawując funkcję przewodniczącego senatu University of Toronto. Ostatnie lata życia spędził w swym domu w Toronto – Foxley Grove, który nazwę swą wziął od angielskiej posiadłości ojca Harrisona. Na swej posiadłości Harrison utworzył ogród botaniczny, w którym można było znaleźć unikalne dla Ameryki Północnej okazy flory.